# Alejandro Otero
Alejandro Otero Rodríguez (El Manteco, estado Bolívar, Venezuela, 7 de marzo de 1921 - Caracas, Venezuela, 13 de agosto de 1990) fue un pintor y escultor venezolano. Es junto a Jesús Soto y Carlos Cruz-Diez uno de los artistas cinéticos más importantes de Venezuela. 

## Biografía

### Primeros años (1921-1939)
Hijo de José María Otero Fernández (que fue un trabajador del caucho y murió en 1923) y María Luisa Rodríguez Inserri. En 1939 inició sus estudios en la Escuela de Artes Plásticas y Artes Aplicadas de Caracas bajo la tutela de Antonio Edmundo Monsanto, de quien se reconoció como discípulo. Otero «fue el pintor de su generación más capacitado para comprender y sentir a Cézanne, cuya obra lo sedujo a tiempo que, mientras estudiaba [...] ponía el método analítico del pintor francés, partiendo del objeto tradicional de la naturaleza, la figura, el paisaje» (Juan Calzadilla, 1976, p. 86).

### Período de formación (1939-1945)
Todavía estudiante, es nombrado profesor del curso de experimentación plástica para niños (1942) y dos años después profesor de la Cátedra de Vitrales en esta institución, de la cual egresó en diciembre de 1944. En sus primeras obras pertenecientes al período escolar se encuentran retratos, desnudos y paisajes. En ellos se evidencian las búsquedas iniciales de síntesis de elementos, características en toda su producción plástica.
Paisaje de Los Flores de Catia (1941) y su Autorretrato (1943) registran, por otra parte, su paso de la construcción de los planos a las calidades matéricas del color. En 1944 realizó su primera exposición, junto a César Enríquez, en el Ateneo de Valencia. 

### París y Los Disidentes (1945-1950)
El gobierno francés y el Ministerio de Educación de Venezuela le otorgaron en 1945 una beca para cursar estudios en París, hecho que representó su primer viaje al exterior. En 1946 inició la serie de trabajos conocidos como «Cafeteras». La influencia de Picasso y las tendencias gestualistas son evidentes en estas obras que, gradualmente, se despojaron de toda representación hasta transformarse en líneas y estructuras de enorme fuerza expresiva. 
Otero trabajó las formas básicas para asir la esencia plástica de los objetos; la serie se inició en un principio con cacerolas (1946), cafeteras (1946-47 en un grupo de 5), cráneos (1947, en un grupo de 5) potes (1947); en 1948 realizó el grupo más numeroso, 8 cafeteras rosa; asimismo trabajó candelabros, botellas y lámparas. Sin duda las calaveras fueron una especie de memento mori de la figuración, como en Calavera, de 1947 (colección Clara Diament Sujo).
En 1948 Otero es incluido en la muestra Les mains ebloués de la célebre Galería Maeght en París. A mediados de enero de 1949 regresó a Caracas. Las obras producidas en Francia se expusieron en el Museo de Bellas Artes, en el taller Libre de Arte y en el Instituto Pedagógico de Caracas, provocando polémicas. En una reseña de la época, Guillermo Meneses comentaba: «La pintura de Otero ha de asombrar, necesariamente. Es distinta a todo lo que habíamos visto en nuestro país. Y, además, ofrece una sensación de quien está seguro de sí mismo [...] Podríamos decir que las líneas, las formas, los objetos han sido profundizados, llevados hasta la honda atmósfera enmarcada que no existe jamás en la realidad: el propio espíritu, la propia pasión, el fino cerebro del artista.» (1949, cit. en 1982, p. 36).
Regresó a París en 1950 y junto a Pascual Navarro, Mateo Manaure, Carlos González Bogen, Perán Erminy, Rubén Núñez, Narciso Debourg, Dora Hersen, Aimée Battistini y J. R. Guillent Pérez editaron, en marzo de 1950, la revista Los disidentes, alrededor de la cual se articuló un grupo artístico del mismo nombre. Desde esta publicación propugnaron las tendencias del abstraccionismo, la puesta al día de los artistas venezolanos en París y atacaron los lineamientos académicos de los viejos maestros y las ideas reaccionarias que guiaban las artes plásticas, los salones y los museos en Venezuela.  

### La abstracción y la U.C.V (1950-1955)
Una nueva serie de su producción artística se inició en 1951, las Líneas de color sobre fondo blanco. En estas obras Otero se aleja del objeto y la representación para aislar la expresión pura de las líneas que ya estaban presentes en las cafeteras. En 1951 participa en el Salón des Realités Nouvelles en París, viaja a Holanda y bajo los preceptos del Mondrian inicia sus Collages Ortogonales, barras horizontales y verticales que se entrecruzan sobre un fondo de color en una relación cromática serial. La primera obra de este período se presentó en la exposición Espace-Lumière, de la Galería Suzanne Michel (París, 1952). Ese año regresa a Venezuela y participa en la experiencia colectiva de la «Síntesis de las Artes Mayores» organizada por el arquitecto Carlos Raúl Villanueva en los espacios de la Ciudad Universitaria de Caracas, proyecto que constituyó «el primer gran conjunto de arquitectura y arte que se erige en América Latina» (Marta Traba, 1994, p. 83).
Sus indagaciones en la abstracción encontraron en el hecho arquitectónico una significativa posibilidad de desarrollo que se aprecia en el campus de la Universidad Central de Venezuela, para la cual realizó cuatro murales y un vitral para la Facultad de Ingeniería, en 1954, una Policromía para la Facultad de Farmacia, (1957) y otra para la Facultad de Arquitectura y Urbanismo (1956). Antes de su participación en el proyecto de Villanueva, Otero había realizado cinco paneles en mosaico y aluminio para el Anfiteatro José Ángel Lamas de Caracas de 1953, en dos de cuyos mosaicos ya se aprecian los principios de los Coloritmos; así como mástil reflejante (torre corrugada de aluminio y concreto) para la Estación de Servicio Las Mercedes, Caracas 1954; y panel en mosaico y aluminio, Banco Mercantil y Agrícola, Caracas 1954.
Otero realizó sucesivamente el plafón para el Teatro del Este, Caracas 1956; un vitral para la casa de Alfredo Boulton, Caracas 1956; la policromía de la Unidad Residencial El Paraíso, Caracas 1957; Policromía, Edificio Easo, Caracas 1959; Panel en relieve monocromo, Acuario Colinas de Carrizal, Carrizal 1959; Color Zenital, Capilla del Ancianato Fundación Anala y Armando Planchart, Tanaguarena, 1974.
En la Escuela de Artes Plásticas y Artes Aplicadas de Caracas se desempeñó como profesor de composición y análisis (1954-55) y Vitrales (1956). Dictó clases de apreciación artística en el Taller Libre de Arte. En esta época (1954-56) desarrolló la serie 'Horizontales Activas', en las que replanteó problemas ópticos, búsquedas y movimiento y el desarrollo de las posibilidades del color.

### Los Coloritmos y Tablones (1955-1960)
Entre 1955 y 1960 trabajó en la etapa de los Coloritmos, tablones verticales pintados al duco. Otero trabajó esta serie con pintura industrial aplicada con compresor y plantillas sobre láminas de formica alejándose de esta manera de las calidades pictóricas para insistir en las puramente compositivas. En 1956 el Museo de Arte Moderno de New York adquiere el Coloritmo N.º 1. Este año Otero es incluido en la representación venezolana a la XXXVIII Bienal de Venecia con 5 obras. Los Coloritmos tendrán repercusión latinoamericana y le merecerán a Otero reconocimientos en Barranquilla (1957) y Sao Paulo (1959).
Con motivo del desacuerdo con los criterios manejados en la entrega de premios del XVIII Salón Oficial Anual de Arte Venezolano, en 1957, sostuvo una célebre polémica con el escritor Miguel Otero Silva defendiendo el abstraccionismo y la modernidad. Hasta ese momento Alejandro Otero había publicado artículos combativos que habían despertado polémicas, como la que sostuvo con Mario Briceño Iragorry en 1952, pero en esta ocasión, Otero Silva y él usaron las páginas de El Nacional y El Universal, para revelar que a los abstraccionistas se les reprochaba una tendencia cuyo «signo es la evasión» y el «frío invernadero de una fórmula repetida» (Otero Silva, 1957, cit. en Alejandro Otero, 1993, p. 145).
Interesado en el teatro, Otero realizó la escenografía para El Dios Invisible, de Arturo Uslar Pietri (Teatro Nacional, 1957), experiencia que repetirá con las escenografías de Calígula, de Albert Camus (Teatro Municipal, 1958) y Fuenteovejuna, de Lope de Vega (Ateneo de Caracas, 1966). En esta última el artista no dudó en crear un escenario de estructuras puras en contraste con los vestuarios de época.
En 1958 obtuvo el Premio Nacional de Pintura en el XIX Salón Oficial Anual de Arte Venezolano con su Coloritmo N° 35. «En ese instante la pintura abstracta, la pintura no objetiva, queda no solamente reconocida oficialmente, lo cual ya había tenido lugar al participar en salones anteriores, sino que resultaba premiada como expresión de una de las principales corrientes de nuestro lenguaje plástico. Este hecho hubo de revolucionar el concepto estético del mensaje pictórico, dentro del pronunciamiento genérico de las diferentes tendencias que venían revisándose desde años atrás en Venezuela» (Alfredo Boulton, 1972, III, p. 178). Participó, ese mismo año, en la reformulación conceptual de la Escuela de Artes Plásticas y Artes Aplicadas de Caracas que, a partir de ese momento, se llamó Escuela de Artes Plásticas Cristóbal Rojas, institución en la que reinició actividades docentes. Se desempeñó como Coordinador del Museo de Bellas Artes entre 1959 y 1960.
Otero participa en 1959 en la V Bienal de Sao Paulo donde su serie de los Coloritmos queda consagrada. A finales de 1960 viaja nuevamente a París, donde permaneció hasta 1964. En este período su obra sufrió profundos cambios al abandonar el riguroso y colorido abstraccionismo geométrico de los Coloritmos en la serie Telas Blancas, desarrollada a partir de 1960 siguiendo los postulados de la monocromía. En estas obras, el color prácticamente desaparece. Lo único que subsiste es la aproximación a la forma plástica en superficies monocromáticas de naturaleza informalista y factura pastosa.

### Los ensamblajes (1960-1967)
Movimientos como el informalismo, el pop art y el nuevo realismo europeo, muy en boga en los primeros años de la década de los sesenta, fueron determinantes en el surgimiento de una nueva serie dentro de su producción. Es así como en 1962 desarrolló los Ensamblajes y Encolados que retoman los postulados de Marcel Duchamp y variantes de artistas como Louise Nevelson, en Collages de cartas manuscritas sobre puertas carcomidas por el tiempo, como en Bonjour M. Braque, de 1961, o ensamblajes monocromos como El Alicate Azul, de 1961 o Serrucho horizontal, de 1963. Ese año participa con 3 obras en la VII Bienal de Sao Paulo.
Regresó a Caracas en 1964. Fue nombrado vicepresidente del Instituto Nacional de Cultura y Bellas Artes, INCIBA, cargo que desempeñó hasta 1966. Comenzó a trabajar los Papeles Coloreados, serie que constituyó una verdadera síntesis de sus búsquedas: el rigor geométrico y la expresión informal expresados a través de recortes de periódico teñidos en diversos colores y pegados a manera de líneas y planos puros. En estas obras «testimonio del tiempo al igual que las cartas, sitúa Otero el color hecho forma en el espacio» (Inocente Palacios, 1969. p. XX). Un año después, junto a Jesús Soto y Víctor Valera, representó a Venezuela en la XXXIII edición de la Bienal de Venecia con 49 obras de diferentes períodos. 

### Obra Cívica (1967-1987)
En 1967 inició una nueva etapa dentro de sus búsquedas al iniciar obras tridimensionales. Hasta ese momento las obras de Otero habían mantenido en su participación urbana una discreta fórmula bidimensional. «El estallido se produjo cuando el soporte plano se volvió insuficiente para contener ese espacio y expresarlo» (Alejandro Otero, 1990, p. 49). A partir de ese momento el interés que Otero confiere a la ciencia y la tecnología perfiló el nuevo rumbo de su obra. Frente a un equipo multidisciplinario inició, ese mismo año, el proyecto de la Zona Feérica de El Conde, concebido como un gran espectáculo en homenaje a Caracas por su cuatricentenario, coordinado por Inocente Palacios. 
En este proyecto, las estructuras ideadas por los artistas participantes eran el centro de las actividades recreativas. Dentro de este contexto desarrolló las esculturas Rotor, Vertical vibrante oro y plata, Estructura sonovibrátil, Noria hidroneumática, Torre acuática e Integral vibrante, inauguradas en 1968, año en el que se instaló Vertical Vibrante en la ciudad de Maracay y en el que se desarrolló un especial interés por las artes gráficas realizando aguafuertes.
Junto a Humberto Sánchez Jaimes y Luisa Palacios produjo monotipos originales para el libro Humilis Herba con textos de Aníbal Nazoa en una edición de 40 ejemplares numerados. La Gobernación del Estado Bolívar creó, en 1971, el Salón Anual de Pintura Alejandro Otero. Ese mismo año obtuvo la beca de la John Simon Guggenheim Memorial Foundation. Gracias a ella se incorporó al Centro de Estudios Visuales Avanzados del Instituto Tecnológico de Massachusetts (MIT) donde continuó sus investigaciones sobre las esculturas cívicas y sus nexos con la realidad natural (luz, viento, clima) para crear «enormes volúmenes en acero inoxidable, de aparente fragilidad, transparentes, con aspas en direcciones contrarias, cuerpos con movimientos internos y externos, torres astrales para una comunicación aún no codificada. Esculturas que son ecos de luces y vientos» (Juan Carlos Palenzuela, 1990, p. 7). Durante su permanencia en el MIT, participó en equipos multidisciplinarios que estudiaron y practicaron la relación entre arte y ciencia en el mundo contemporáneo. Las obras realizadas durante su permanencia en esta institución (maquetas para obra a escala cívica y doméstica) se expusieron en la Galería Conkright en 1972.
En 1973 Otero comenzó a trabajar en la serie de pintura Tablones, «una variante de las líneas de color sobre fondo blanco de 1951, o como las obras preparatorias de los Coloritmos. Pero más 'espaciales' que éstos y en puro color» (José Balza, op. cit., p. 122). En los Coloritmos, Otero había incluido el blanco como color pero en los Tablones éste se vuelve elemento organizador. En 1975 asistió como invitado especial a la XIII Bienal de Sao Paulo, Brasil, donde presentó un audiovisual con películas, 1000 diapositivas y 11 pantallas sobre sus investigaciones artísticas.
El Estado venezolano donó, en 1976, la escultura Ala Solar al Gobierno colombiano. Esta fue instalada frente al Centro de Administración Distrital en la avenida Jorge Eliécer Gaitán de Bogotá. Junto con Miguel Otero Silva y Manuel Espinoza, introdujo el proyecto de creación de la Galería de Arte Nacional, que inició sus actividades en 1976, año en que Otero realizó, en México, dos exposiciones individuales. En esa oportunidad donó la obra Casa Solar para ser colocada en la entrada del futuro Museo Rufino Tamayo, artista que al referirse a Otero expresó, «hay en él una especial inquietud en descubrir nuevas posibilidades plásticas [...] pero lo más importante es que, en cada experimento que ha realizado, ha resuelto cosas, las ha convertido en hechos definitivos. Creo que es un precursor, alguien que se adelanta a los movimientos que vendrán» (El Nacional, Caracas, 31 de enero de 1976).
En la sede del Centro de Información y Turismo del Gobierno de Venezuela en Nueva York, se presentó el audiovisual Presentation and scale models of sculptures by Alejandro Otero. Fue nombrado Presidente de la Comisión Especial de Artes Plásticas del Consejo Nacional de la Cultura (CONAC). Con motivo del Bicentenario de los Estados Unidos, el Gobierno venezolano ofreció a este país la escultura Delta Solar. La donación fue aceptada por el Congreso de Estados Unidos. La obra se instaló, un año después, en el jardín oeste del Museo del Aire y del Espacio, en Washington, lo que significó un alto reconocimiento a la trayectoria del artista.
Otero participó, en 1977, en el proyecto concebido por la Corporación Olivetti para rendir homenaje a Leonardo da Vinci y a un artista contemporáneo que resumiera algunas claves de la filosofía de la empresa, como la relación entre el espacio y los sueños de los hombres, la integración de la técnica con los elementos de la naturaleza. Esto le permitió presentar su Estructura Solar, un paralelepípedo conformado por 54 aspas y más de 10 metros de altura. La obra fue instalada en el patio de honor del Castello Sforzesco en Milán, lugar donde Leonardo proyectó realizar un monumento ecuestre a Ludovico Sforza. En 1980 la obra fue colocada permanentemente en el Palacio Olivetti en Ivrea, Italia. En 1979 ilustró el libro de Orlando Araujo  Alejandro Otero, el niño que llegó hasta el sol (Caracas, Ediciones María di Mase, 1979).
Representó a Venezuela en la XL Bienal de Venecia, celebrada en 1982. Allí se presentó con 13 obras de mediano tamaño, maquetas, 50 dibujos, diapositivas y dos estructuras: Abra Solar y Aguja Solar, las cuales fueron instaladas a la entrada de la sede de la Bienal y en El Lido de Venecia. El cineasta Ángel Hurtado realizó los videos: Alejandro Otero en Venecia y Abra Solar y las cuatro estaciones. Al año siguiente, las estructuras que participaron en la Bienal de Venecia fueron instaladas en la Plaza Venezuela y frente a la sede de Interalúmina, en Ciudad Guayana, respectivamente.

### Últimos años y muerte (1987-1990)
La serie Émbolos vibratorios llevarán a mediano formato las proposiciones ya formuladas y cumplidas con sus esculturas a escala monumental. En los espacios del Museo de Arte Contemporáneo de Caracas Sofía Imber se realizó, en 1985, la más grande exposición retrospectiva de su obra. La muestra incluyó 763 piezas que abarcaban todas las etapas de su producción plástica. En 1986 instaló en la Plaza La Democracia, en el Complejo Hidroeléctrico Raúl Leoni de Guri (hoy Simón Bolívar), Estado Bolívar, la Torre Solar, obra que, a juicio del artista, fue su obra más importante hasta ese momento (Anne de Blanco, 1986, p.28).
Se incorporó, en 1987, al Centro de Investigaciones IBM de Venezuela como investigador visitante. Con la asistencia de Ana Margarita Blanco experimentó con las posibilidades del diseño con computadora, cuyos resultados fueron publicados, dos años más tarde, en Alejandro Otero: Saludo al siglo XXI, libro que el artista dedicó como un tributo a los hombres de ciencia. La Primera Bienal de Arte de Guayana, celebrada en 1987, en el Museo de Arte Moderno Jesús Soto sirvió de marco para rendirle homenaje. A esta institución museística donó, al año siguiente, treinta y tres obras para su colección. En 1990 la Galería Propuesta Tres mostró, por primera vez al público, los Monocromos. Con el artículo «Solo quisiera ser puntual» obtuvo el Premio Henrique Otero Vizcarrondo al mejor artículo de opinión, publicado en El Nacional. Ese año fallece a los 69 años. 

## Vida familiar
Alejandro Otero contrajo matrimonio con la pintora Mercedes Pardo (Premio Nacional de Artes Plásticas 1978) con quien procreó cuatro hijos Alejandro, Gil, Mercedes y Carolina Otero. Y muere el 11 de agosto de 1990.

## Homenajes
Por decreto presidencial y como homenaje póstumo el 14 de agosto de 1990 la Fundación Museo de Arte La Rinconada asumió el nombre de Fundación Museo de Artes Visuales Alejandro Otero. La Gobernación del Estado Bolívar creó el Premio de Artes Plásticas Alejandro Otero. Representó en 1991 a Venezuela en la XXI Bienal de Sao Paulo con 75 obras y le es otorgada una Mención Honorífica post mortem. Se presentó en ese evento el video Alejandro Otero: Arte para el siglo XX, realizado por Xavier Sarabia. 
En conmemoración del primer aniversario de su fallecimiento, el Museo de Artes Visuales Alejandro Otero organizó una exposición que incluyó la versión definitiva de los Collages Ortogonales realizados en duco sobre madera y el primer ensayo de escultura para la intemperie en color Una flor para Nora. Dos de sus obras fueron restauradas e instaladas en la autopista Caracas-La Guaira: Abra solar y Los Cerritos, esta última realizada con Mercedes Pardo. La Fundación Galería de Arte Nacional (FGAN) posee de Otero varias obras, pertenecientes a sus diversas etapas. 

## Galería delsigloXX

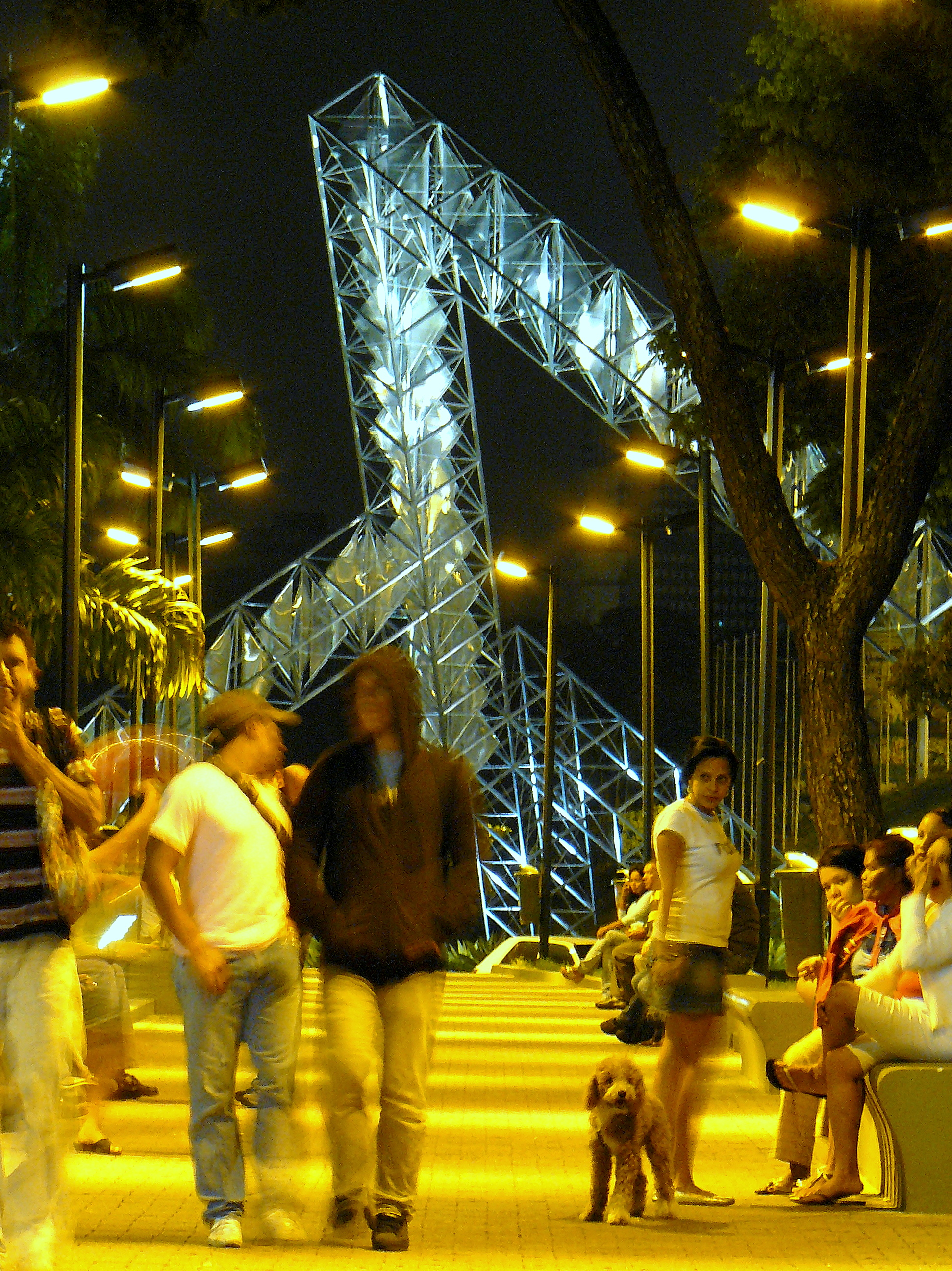
Abra Solar, obra de Alejandro Otero, en Plaza Venezuela, Caracas
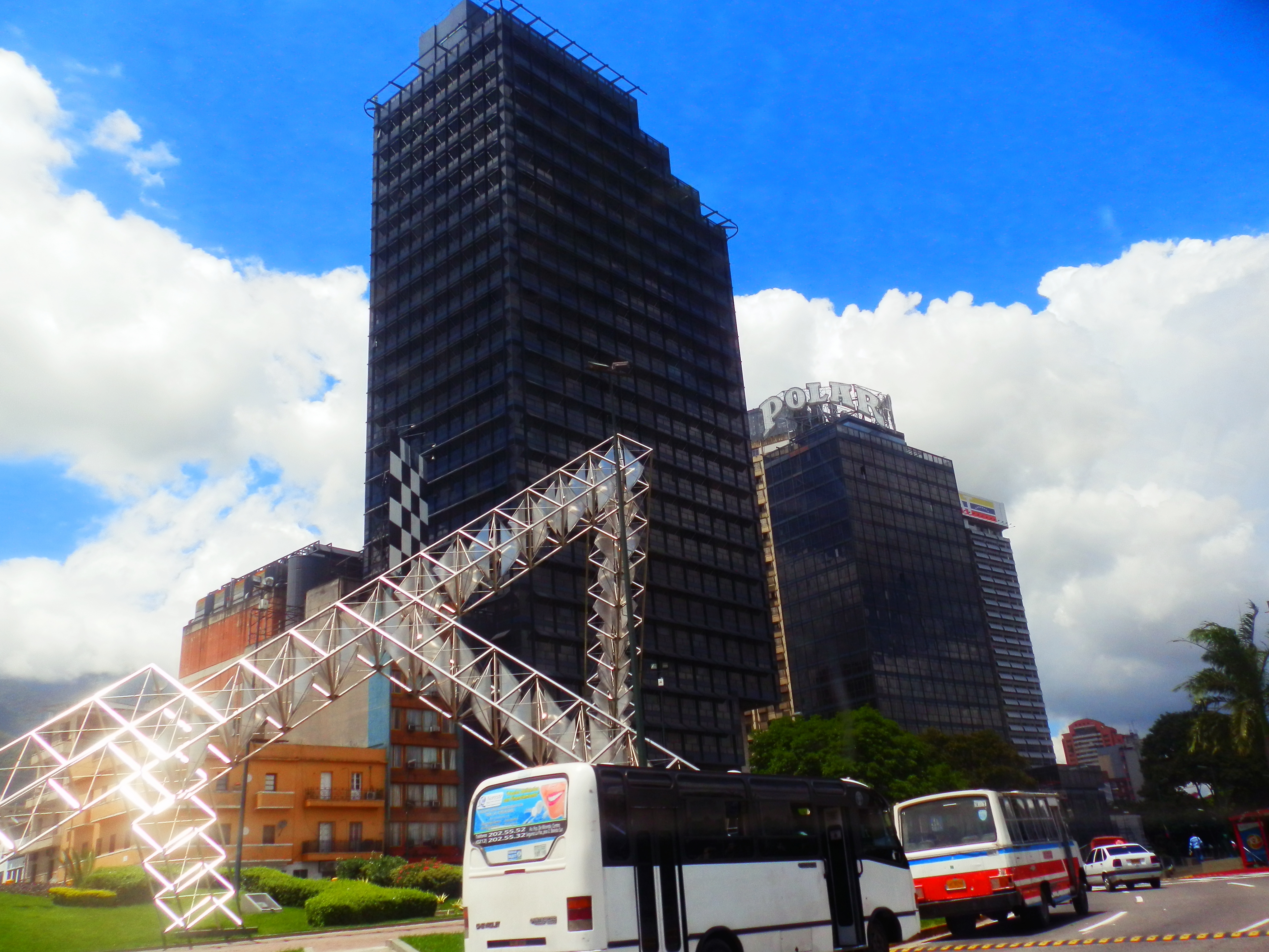
Abra Solar de Alejandro Otero de día
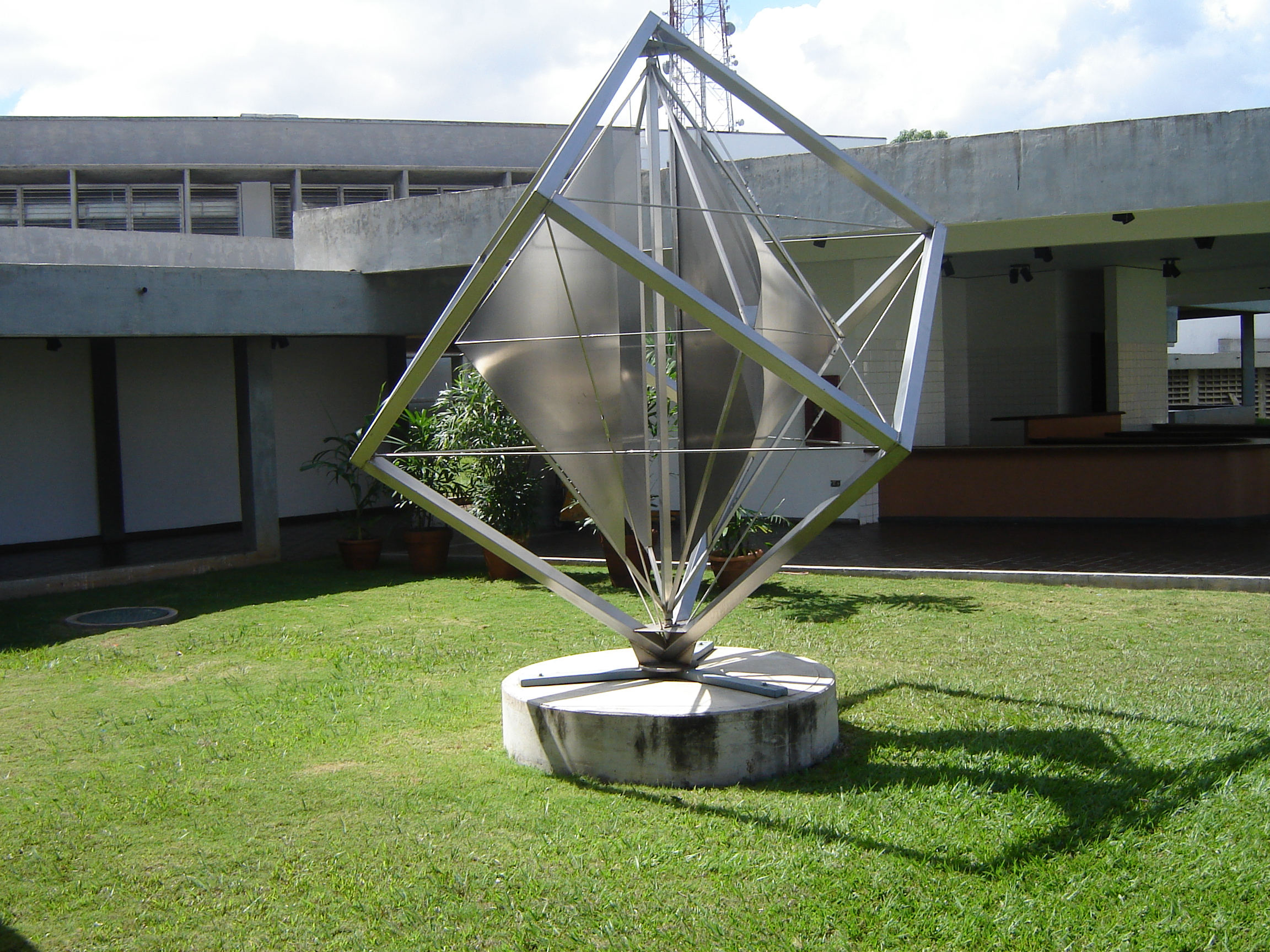
Escultura de Alejandro Otero, en el Museo de Arte Moderno Jesús Soto
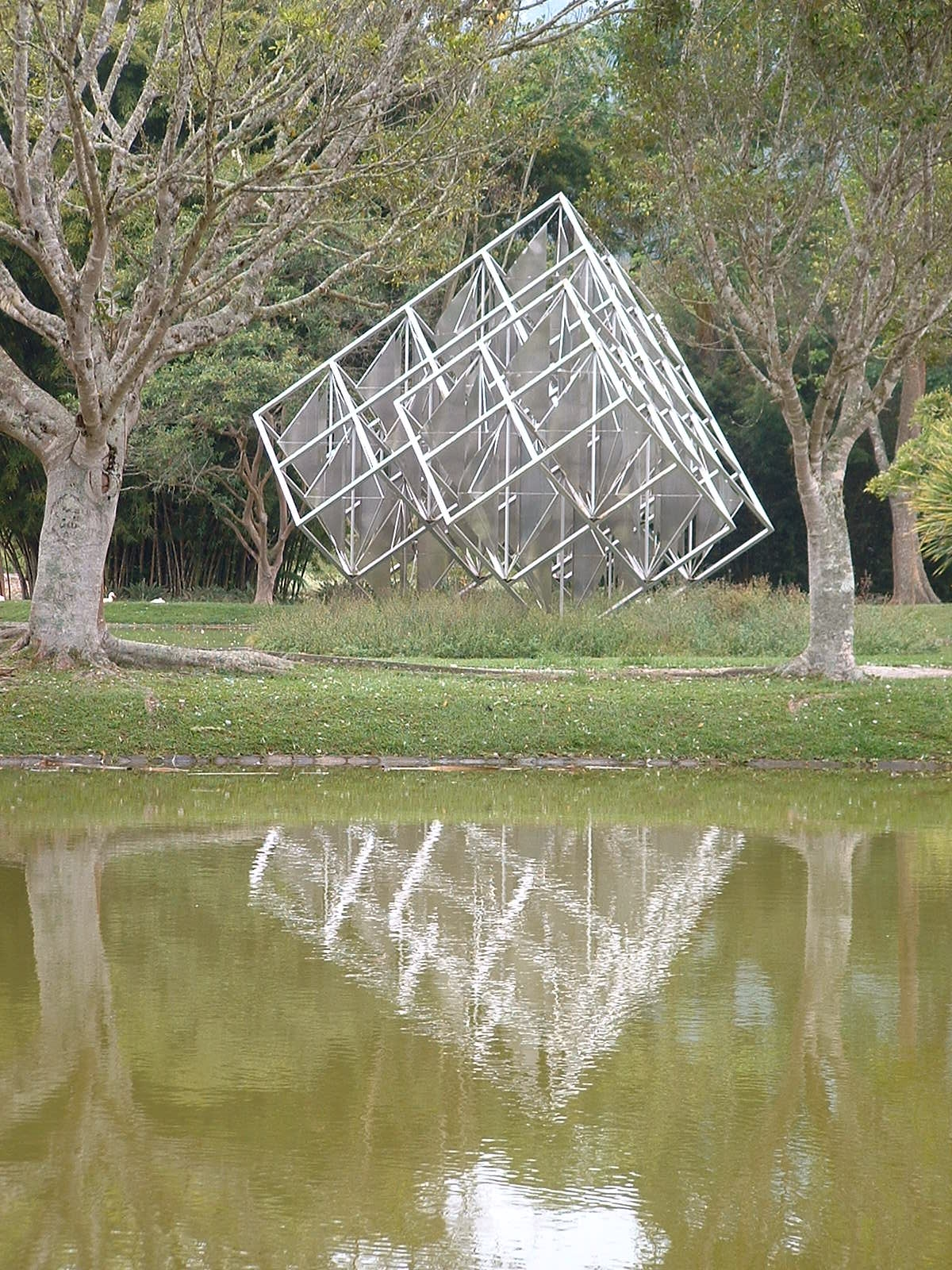
Espejo Solar de Otero en la Universidad Simón Bolívar
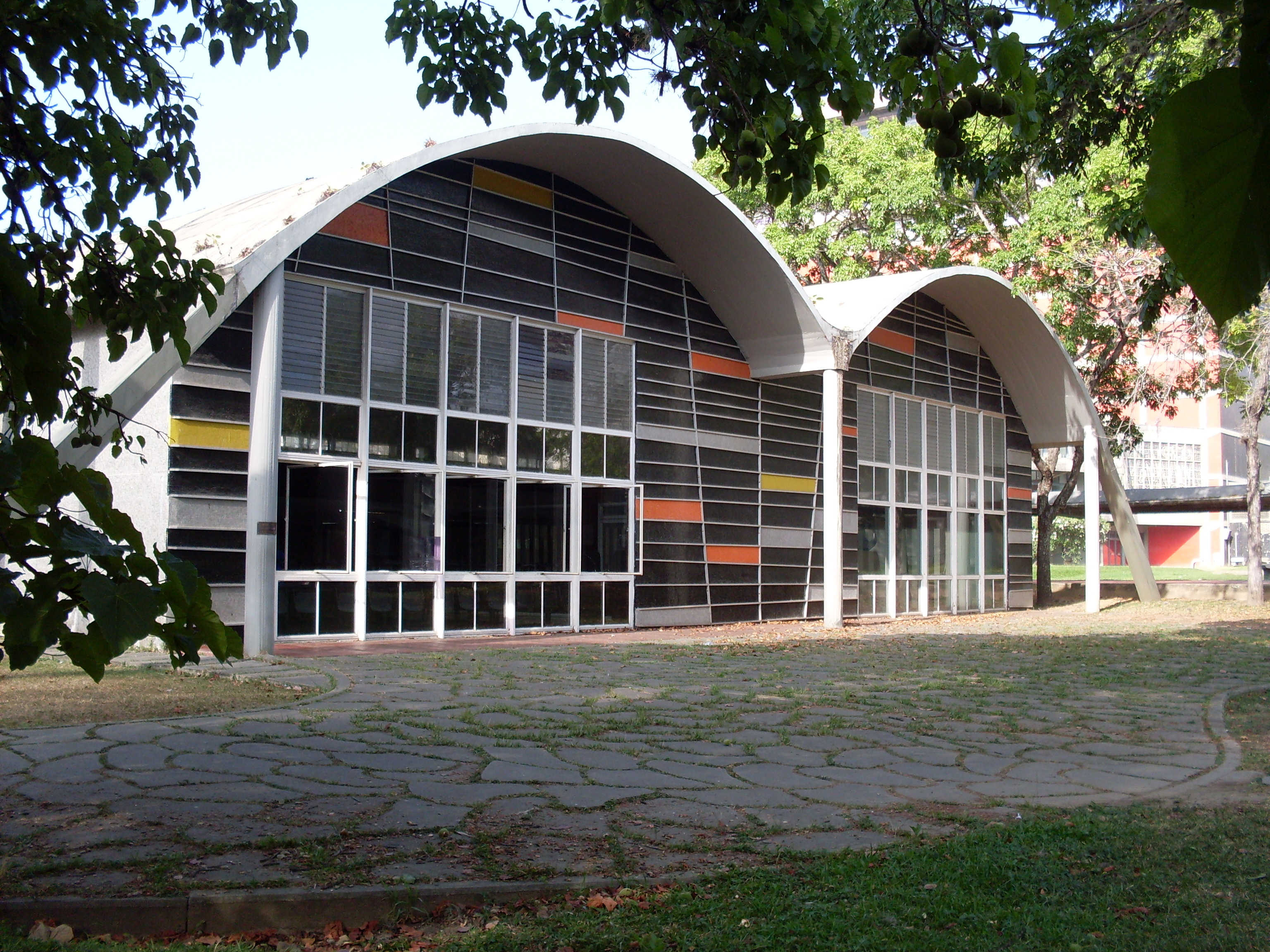
Mural de Alejandro Otero en la Ciudad Universitaria de Caracas
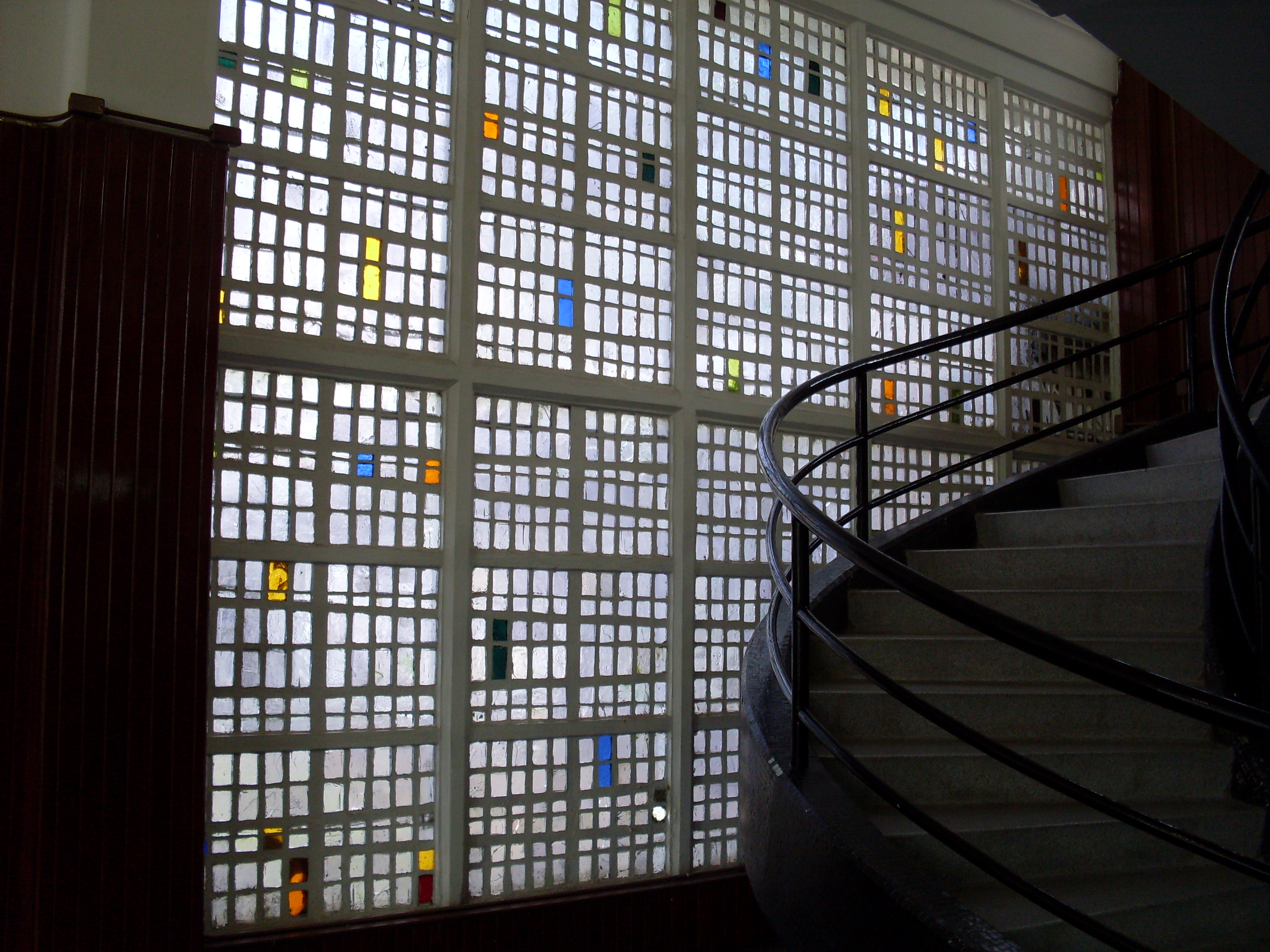
Vitral de Alejandro Otero en la Ciudad Universitaria de Caracas
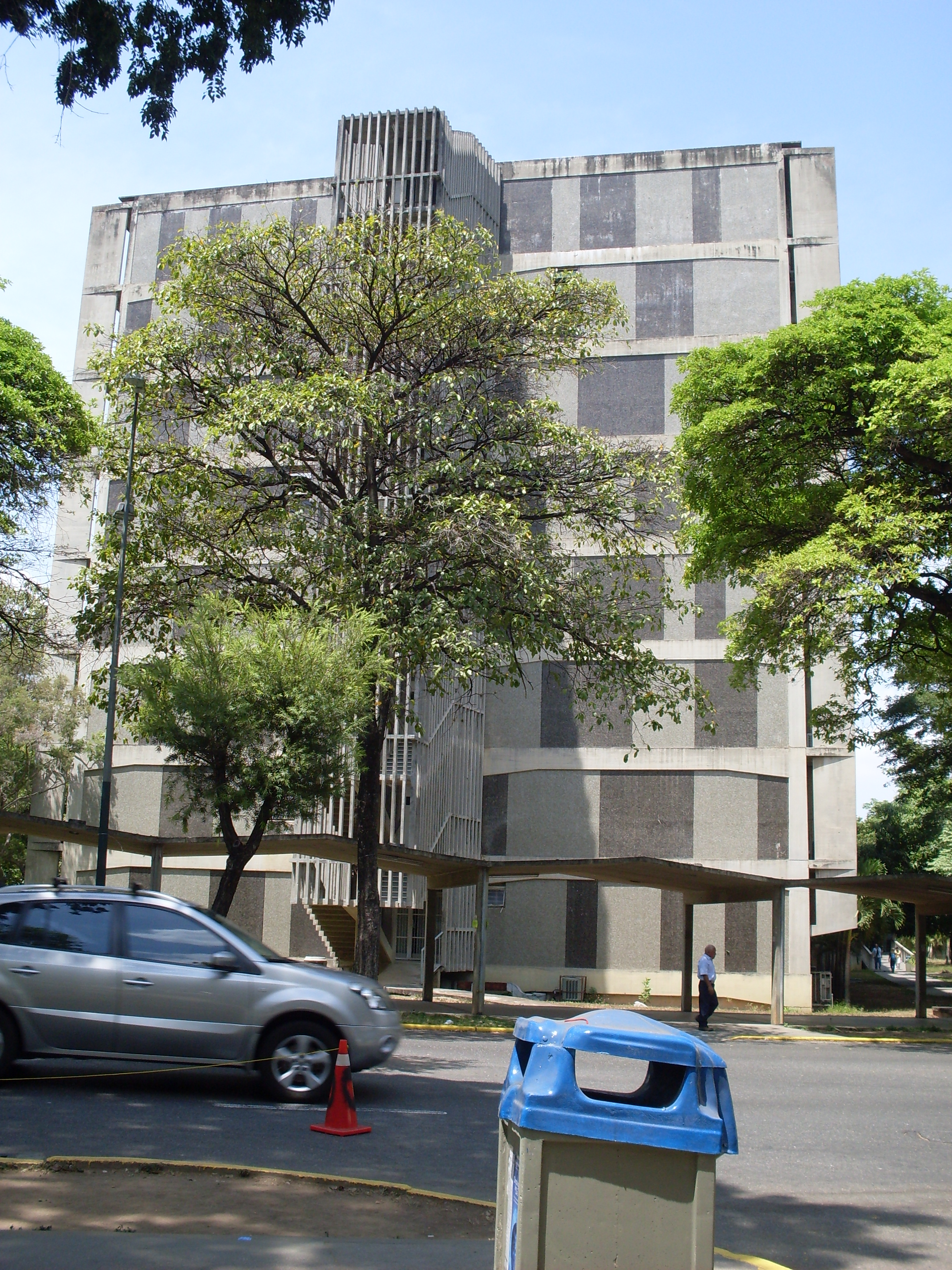
Mural de Alejandro Otero en la Ciudad Universitaria de Caracas
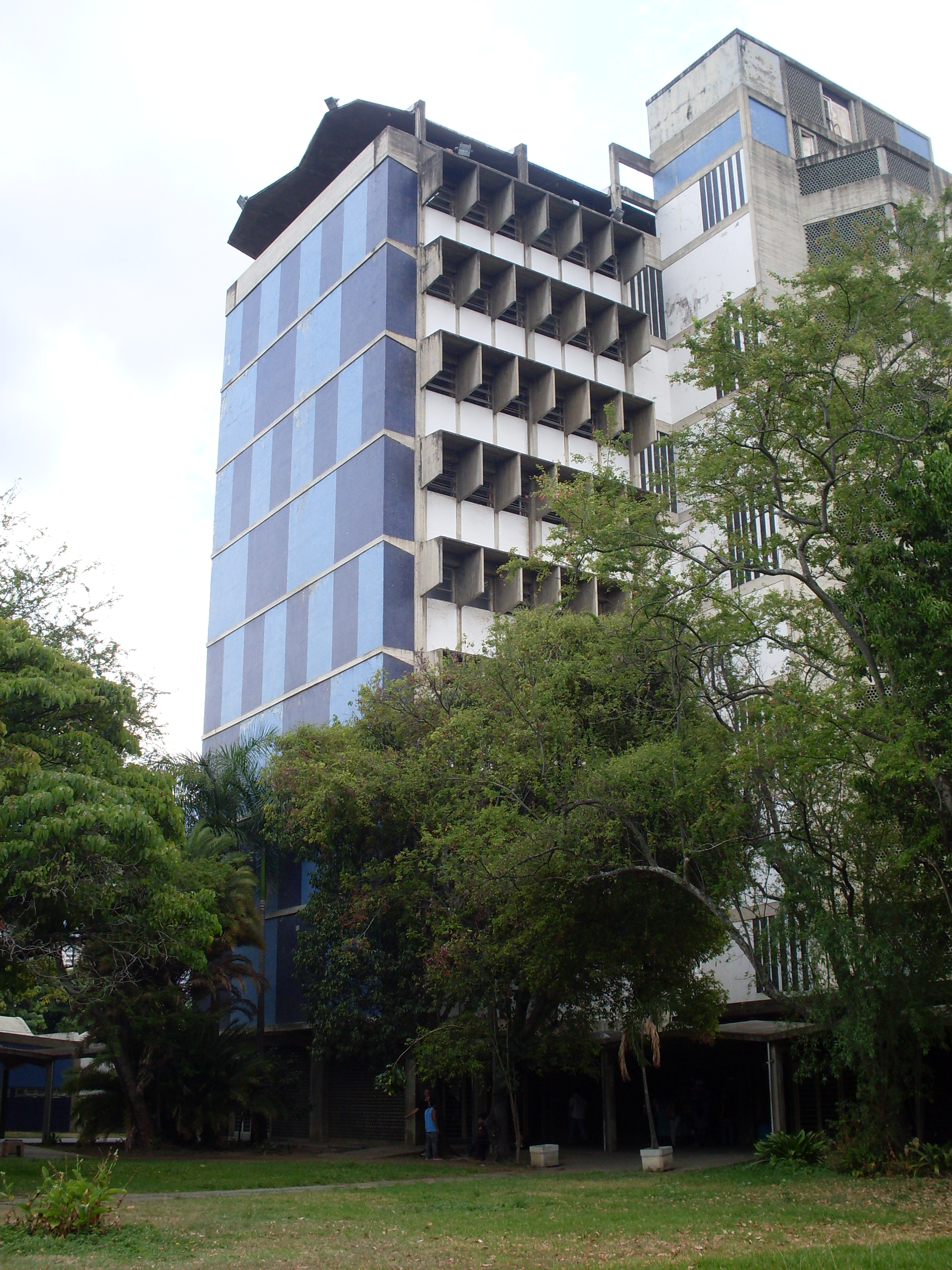
Mural de Alejandro Otero en la Fachada del Edificio de la Facultad de Arquitectura y Urbanismo.

## Premios
- 1941: Primer Premio y Mención Honorífica, Concurso de Carteles, II Exposición del Libro Venezolano, Caracas.
- 1942: Premio de Mérito Especial para Alumnos de la Escuela de Artes Plásticas, III Salón Oficial Anual de Arte Venezolano, Museo de Bellas Artes, Caracas.
- 1945: Premio Andrés Pérez Mujica y Premio Emilio Boggio, III Salón Arturo Michelena, Ateneo de Valencia, Edo. Carabobo.
- 1957: Premio CAVA, IV Salón D'Empaire, Maracaibo, Edo. Zulia. Premio John Boulton, XVIII Salón Oficial Anual de Arte Venezolano, Museo de Bellas Artes, Caracas.
- 1958: Premio Nacional de Pintura, XIX Salón Oficial Anual de Arte Venezolano, Museo de Bellas Artes, Caracas.
- 1959: Mención Honorífica, V Bienal de Sao Paulo.
- 1960: Primer Premio, II Salón Interamericano de Pintura, Barranquilla, Colombia.
- 1964: Premio Nacional de Artes Aplicadas (compartido con Mercedes Pardo), XXV Salón Oficial Anual de Arte Venezolano, Museo de Bellas Artes, Caracas.
- 1966: Premio de Esmalte (compartido con Mercedes Pardo), Muestra Internacional de Artesanía Artística, Stuttgart, Alemania.
- 1991: Mención Honorífica post mortem, XXI Bienal de Sao Paulo